# David Bushnell

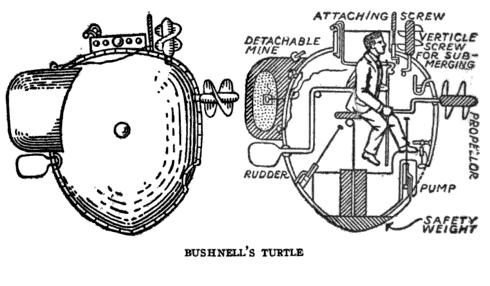
Łódź podwodna Turtle Davida Bushnella z 1776

David Bushnell (ur. 30 sierpnia 1740 w Saybrook, zm. 1824 w Warrenton) – amerykański wynalazca, twórca pierwszego okrętu podwodnego, który znalazł zastosowanie w walce.
Urodzony w niewielkim miasteczku Saybrook (obecnie Deep River, w 1775 ukończył studia na Uniwersytecie Yale. Podczas studiów pracował nad koncepcją jednoosobowego okrętu podwodnego, który zbudował w 1775 i nazwał Turtle (żółw). W tym czasie trwała wojna amerykańsko-brytyjska i okręt podwodny miał być użyty do walki z brytyjskimi okrętami blokującymi Nowy Jork.

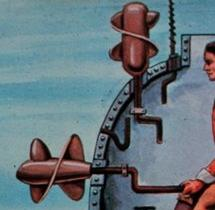
Powększony fragment łodzi Turtle

Turtle był zbudowany z drewna dębowego wzmocnionego metalem, w formie jednoosobowej szczelnej jajowatej kapsuły, napędzanej ręcznie za pomocą korby połączonej ze śrubą napędową. Jedyny członek załogi obsługiwał też mniejszą śrubę pionową do ruchu okrętu w pionie oraz ster kierunku. Miał do dyspozycji proste środki nawigacji (kompas) oraz zapas powietrza na pół godziny. Zanurzanie i wynurzanie odbywało się za pomocą nabierania wody do zbiornika balastowego na dole okrętu i jej wypompowywania. Na górze okrętu znajdował się świder, którym członek załogi miał się wwiercić w drewniane dno atakowanego okrętu i przymocować do niego minę, odpalaną za pomocą mechanizmu zegarowego.
Turtle został użyty w akcji przeciw brytyjskiemu okrętowi HMS Eagle w nocy z 6 na 7 września 1776 przez sierżanta Ezrę Lee, lecz umieszczenie miny pod okrętem nie udało się z powodu niemożności wwiercenia się. Kolejne próby też nie były skuteczne.
David Bushnell został następnie wcielony do Korpusu Inżynieryjnego (Corps of Engineers) amerykańskiej Armii Kontynentalnej. Porzucił prace nad okrętem podwodnym, lecz kontynuował je nad różnego rodzaju minami morskimi.
W 1787 Bushnell wyjechał do Francji. W 1795 powrócił do Stanów Zjednoczonych, gdzie w tajemnicy, pod nazwiskiem David Bush, osiedlił się w Warrenton w stanie Georgia. Przez resztę życia praktykował medycynę i wykładał w Warrenton Academy; jego prawdziwą tożsamość odkryto dopiero po śmierci. Zmarł w 1824 (według innych danych w 1826).